# Melanagromyza dipetala
Melanagromyza dipetala är en tvåvingeart som beskrevs av Mitsuhiro Sasakawa 2006. Melanagromyza dipetala ingår i släktet Melanagromyza och familjen minerarflugor.
Artens utbredningsområde är Hongkong (Kina). Inga underarter finns listade i Catalogue of Life.